# Macrogynoplax neblina
Macrogynoplax neblina är en bäcksländeart som beskrevs av Bill P.Stark 1989. Macrogynoplax neblina ingår i släktet Macrogynoplax och familjen jättebäcksländor. Inga underarter finns listade i Catalogue of Life.